# Grubenhaussiedlung Reese

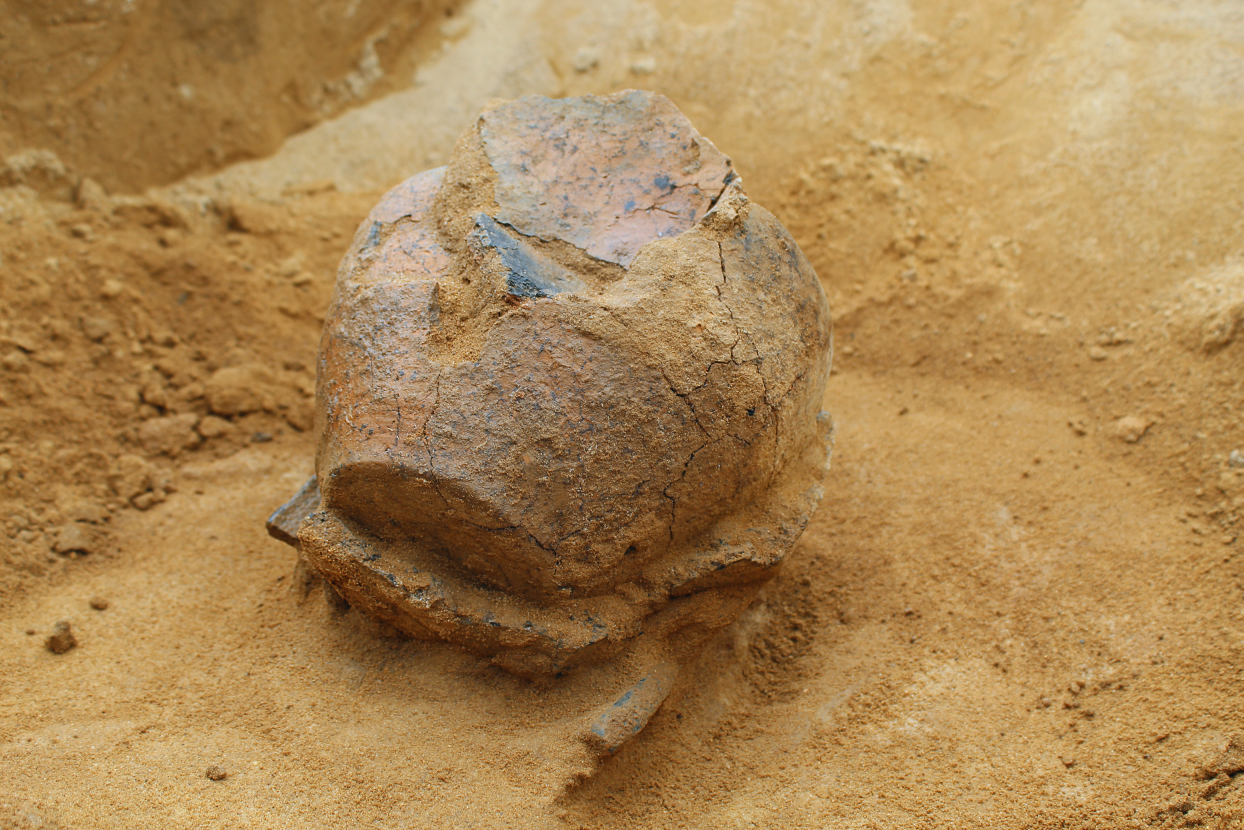
Bei der Ausgrabung freigelegtes Keramikgefäß in Fundlage

Die Grubenhaussiedlung Reese ist eine Wüstung im Steyerberger Ortsteil Reese in Niedersachsen. Der frühere Name der hauptsächlich aus Grubenhäusern bestehenden Siedlung ist nicht bekannt, da keine schriftliche Überlieferung vorliegt. Ihr Bestehen wird während der ersten drei Jahrhunderte n. Chr. und vom 8. bis 14. Jahrhundert vermutet.

## Beschreibung
Die Siedlungsstelle wurde in den 1960er Jahren nach Funden an der Erdoberfläche bekannt, unter anderem beim Bau einer Umgehungsstraße. Vor einer geplanten Bebauung des Areals ließ die für die Bodendenkmalpflege im Landkreis Nienburg zuständige Kommunalarchäologie der Schaumburger Landschaft im Jahr 2020 eine archäologische Untersuchung vornehmen. Sie wurde von einem Grabungsunternehmen ausgeführt. Die Ausgrabung war außerordentlich fundreich und führte zu vielen Funde von guter Qualität. Auf einer Untersuchungsfläche von einem Hektar gab es rund 540 Fundstellen mit mindestens 10 Einzelfunden. Bodenverfärbungen deuteten auf das einstige Bestehen von 37 Grubenhäusern, die früher hauptsächlich als Werkstätten dienten. Darüber wurde der Grundriss eines Wohnhauses mit einer Fläche von 16 × 7 Meter gefunden. Weitere Befunde waren 385 Pfostengruben, 82 Abfallgruben und eine Feuerstelle. Den größten Anteil an Fundstücken nahmen Keramikscherben mit über 5000 Stücken und einem Gewicht von rund 200 kg ein. Weitere Fundstücke waren Keramikgefäße, ein eiserner Beschlag für einen Holzspaten, ein Gürtelhaken aus Bronze, ein Reitersporn mit Stachel, Fibeln, Messerklingen und Teile eines Siebes. Unter den gefundenen Münzen war eine Silbermünze mit dem Porträt der römischen Kaisergattin Faustina die Ältere.
Laut den Archäologen diente die Siedlung dem Wohnen und der Ausübung von Handwerk. Da über die Siedlungssituation vom 4. bis 8. Jahrhundert nichts bekannt ist, schließen sie ein Wüstfallen während dieser Zeit nicht aus. Die Archäologen vermuten, dass den Bewohnern das rund einen Kilometer entfernt liegende Altsächsische Gräberfeld Liebenau mit rund 500 Bestattungen als Friedhof diente.

Fundstücke
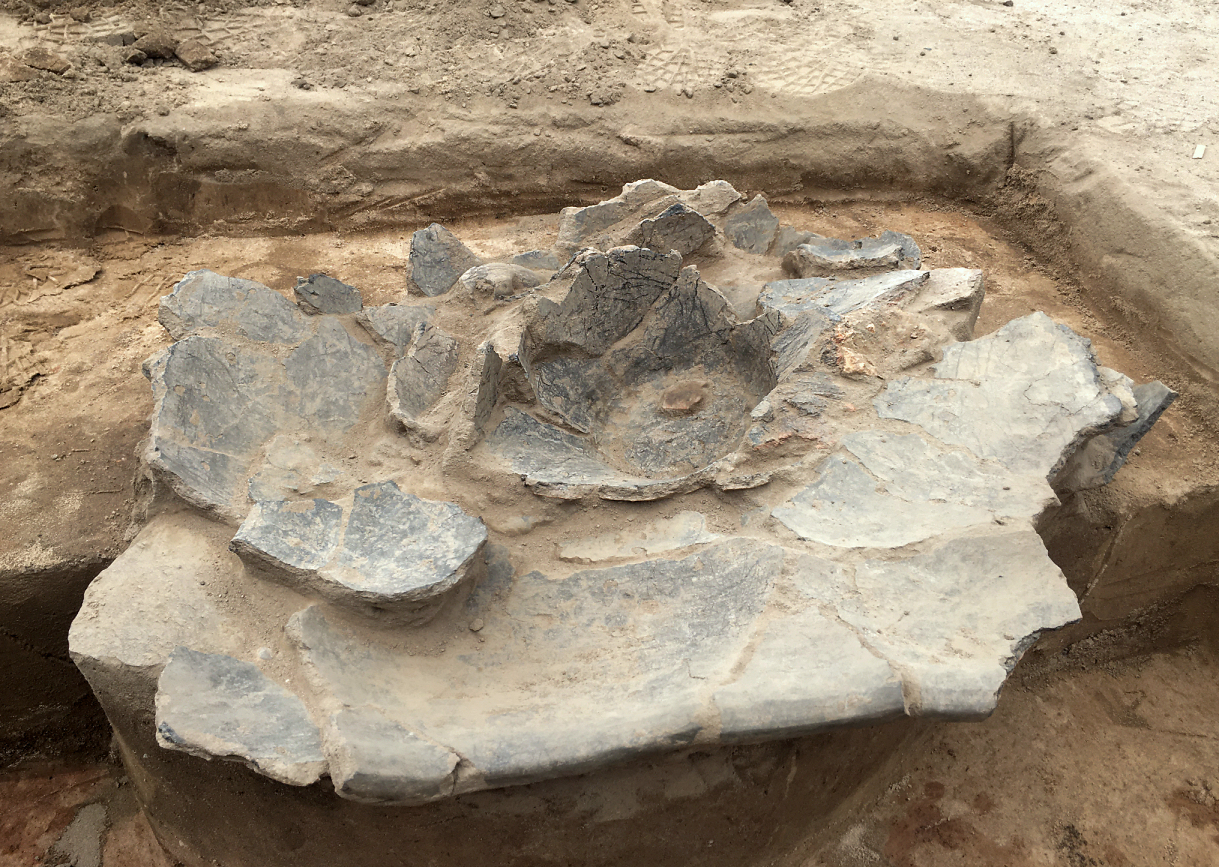
Scherbennest mit mehreren Gefäßen
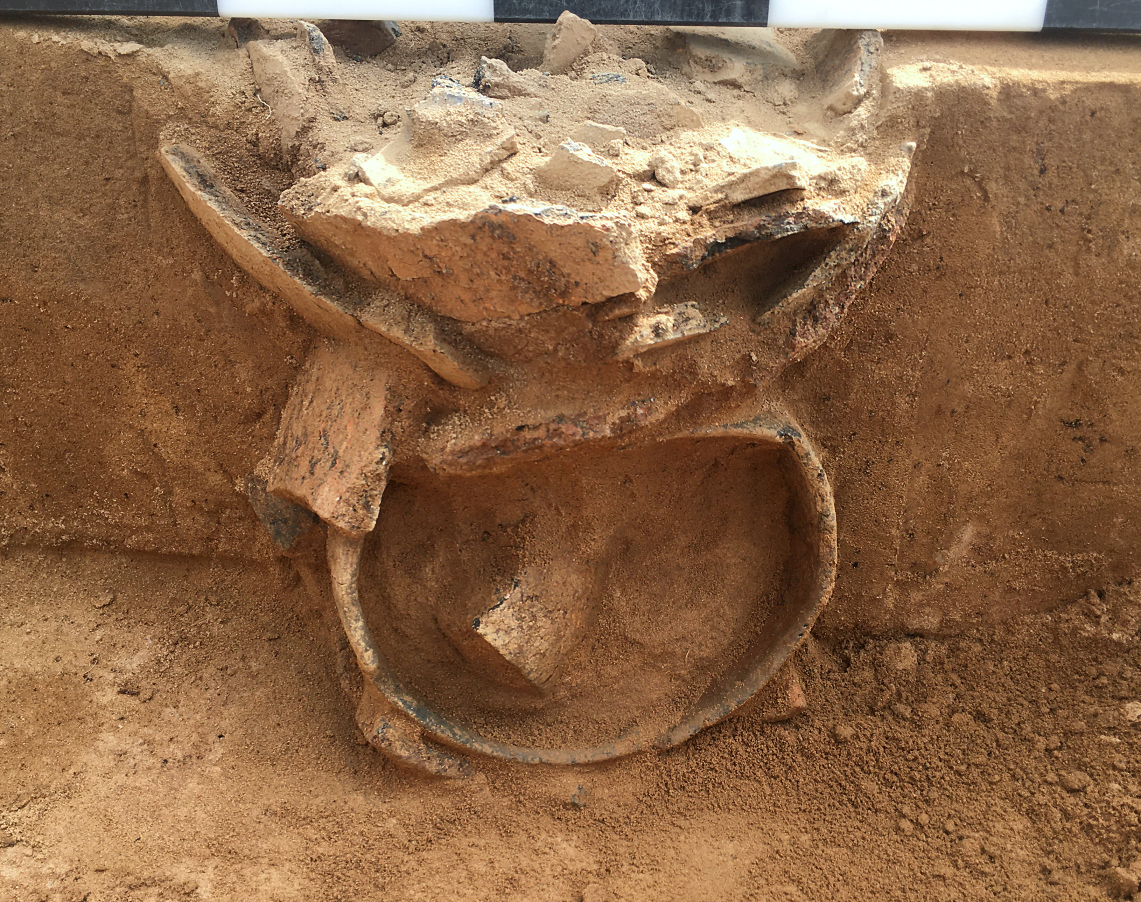
Keramikgefäß in Fundlage
Eisener Beschlag für einen Holzspaten in Fundlage